# Parafia Narodzenia Najświętszej Maryi Panny w Cedyni
Parafia rzymskokatolicka pod wezwaniem Narodzenia Najświętszej Maryi Panny w Cedyni – parafia należąca do dekanatu Cedynia, archidiecezji szczecińsko-kamieńskiej, metropolii szczecińsko-kamieńskiej. Jest siedzibą dekanatu Cedynia. Siedziba parafii mieści się w Cedyni przy ulicy Chopina 5. Prowadzą ją księża diecezjalni.

## Miejsca święte

### Kościół parafialny
Kościół pw. Narodzenia Najświętszej Maryi Panny w Cedyni

### Kościoły filialne i kaplice
- Kościół pw. św. Jakuba w Golicach[1]
- Kościół pw. Wniebowstąpienia Pańskiego w Osinowie Dolnym[1]